# Louis de Monfrabeuf
Louis de Monfrabeuf (ou de Montfrabeuf), né à Thénorgues (aujourd'hui dans le département des Ardennes) le 30 avril 1724 et mort au Chesne (Ardennes) le 4 juillet 1792, est un militaire puis écrivain français.

## Biographie
Louis de Monfrabeuf naquit à Thénorgues le 30 avril 1724 de Charles de Monfrabeuf, baron de Thenorgues (1675-1735) et de Marie Catherine Zélie de Romance d'Attenove (?-1737). 
Il avait les titres de noblesse de comte de Thénorgues, sieur de La Motte-Guéry, des Petites-Armoises, Ham, Vervins...
Militaire, il fut officier dans le régiment de Barbançois, puis garde du corps dans les Garde du corps du roi de la compagnie de Villeroy. Il assista à la bataille de Fontenoy. Il prit sa retraite militaire vers 1760 et devint auteur. Il avait épousé Marie Françoise Louise Thiboust de Berry des Aulnois  du diocèse de Sens. Ils eurent plusieurs enfants, mais à la mort soudaine de ses trois fils, il quittait Thénorgues pour s’installer au château des Petites-Armoises. Il y fit de nombreux travaux, canaux pour assainir les parties marécageuses qui devinrent prairies.
Avant la Révolution française, il était seigneur des Petites Armoises. « Lorsque les privilèges furent abolis il renonça paisiblement à sa seigneurie et continua de vivre sur le pied de l'égalité avec ses ci-devant vassaux qui lui en surent bon gré et ne diminuèrent rien du respect qu'ils avaient pour lui ». Il avait la réputation d'être « un homme doux, honnête et facile dans le commerce de la vie. »
Aux États généraux de 1789, il apparait dans la liste des députés de la noblesse pour l'élection de Reims : « Louis de Montfrabeuf, seigneur des Petites-Armoises, ancien garde du corps, tant en son nom que comme fondé de pouvoir de Dame Françoise-Louise de Gruthus, veuve de M. Roland de Mecquenem, dame en partie du Vivier et d'Artaise et de M. Alexandre-Cœsar-Annibal Fremyn, seigneur de Sy, Stonne, et des Grandes-Armoises. »
Il prenait le titre singulier de représentant du Roi des Juifs en tant qu'homme et les initiales de ce titre (R.D.R.D.J.) se trouvent sur son portrait qu'il avait fait graver pour le mettre à la tête de ses ouvrages. 
Le 24 mai 1782, il achète la terre de la Motte-Guéry, domaine situé aux limites du ban du Chesne-Populeux et qui sera plus tard érigée en baronnie d'empire pour son gendre, Philippe Christophe de Lamotte-Guéry.
Il y mourut le 4 juillet 1792.

### L'écrivain
Jean-Baptiste L'Écuy a la dent dure concernant ses talents : « Il n'avait point fait d'études préliminaires et n'avait pas un génie propre à y suppléer. Cela n'empêcha qu'il ne fît gémir les presses de Bouillon de tout ce qui lui passait par la tête et comme il y passait beaucoup de choses ses ouvrages sont nombreux ». Et ajoute perfidement qu'ils « ne durent trouver ni beaucoup d'acheteurs ni beaucoup de lecteurs. » Ce qui n'est pas certain : certains de ses ouvrages eurent plusieurs éditions et, en 1912, Albert Louis Caillet, dans son Manuel bibliographique des sciences psychiques ou occultes, se préoccupe encore de lui.
Et Jean-Baptiste-Joseph Boulliot rajoute : « Le seul avantage que puissent tirer ceux qui auront le courage de les lire, c'est de connaître jusqu'à quel point de dégradation peut aller l'art d'écrire ».
Albert Louis Caillet, dans son Manuel bibliographique …, en fait le maître de François-Guillaume Coëssin, ce qui semble douteux, ce dernier étant né en 1780 en Normandie, le premier étant mort en 1792 dans les Ardennes .

### Famille et postérité
Outre ses trois fils morts jeunes, pour des motifs que la bibliographie ne donne pas, on lui connait 3 filles par la liste des prisonniers de la Chartreuse du Mont-Dieu pendant la Terreur:
—Louise-Félicité-Anne, des Petites-Armoises, âgée de 22 ans le 18 frimaire an II ; elle épousa Philippe Christophe de Lamotte-Guéry le 10 pluviôse an III
—Marie-Louise, des Petites-Armoises, âgée de 30 ans le 18 frimaire an II ; mariée le mardi 9 décembre 1794 avec Jean Nicolas Charles de Parisot (1758-1848) ; décédée le samedi 20 décembre 1817 à Faux-Lucquy, à l'âge de 54 ans ; sans postérité.
—Louise-Charlotte-Alexisse, des Petites-Armoises, âgée de 23 ans le 18 frimaire an II ; elle épousa le général Antoine Giraud le 20 germinal an III
—Charlotte-Aimée-Suzanne, de Thénorgues, née en 1757, épouse divorcée de Fougères, de Châlons, emprisonnée le 18 frimaire an II avec ses trois enfants (un garçon âgé de 14 ans, deux filles de 11 et 12 ans).
De cette union :
—Charles de Fougères, né le 5 juillet 1779 à Aure, décédé en 1812.
—Françoise Florence de Fougères née le 15 février 1781 à Reims, demoiselle de Saint-Cyr, entrée le 6 octobre 1790, sortie le 12 octobre 1792, emprisonnée sous la Terreur, décédée le 11 juin 1857 au Chesne (Ardennes), âgée de 76 ans; épouse le 10 octobre 1809 aux Petites-Armoises, Louis de Larivière maréchal des logis chef au 6e régiment de chasseurs à cheval, puis adjoint au commissaire des Guerres, et enfin sous-intendant militaire adjoint (1822), chevalier de Saint-Louis et de la Légion d’Honneur (1822), né le 12 septembre 1773 à Maubert-Fontaine (Ardennes), fils de Jean-Ponce, capitaine de cavalerie, chevalier de l’ordre royal et militaire de Saint-Louis, brigadier des gendarmes de la reine, et de Marie Louise Garot. Il meurt le 22 avril 1829 en son domicile à Amiens (Somme), âgé de 55 ans.
—Julie de Fougères née le 5 février 1782 à Aure, décédée le 10 décembre 1814 à Verrières, âgée de 32 ans ; épouse le 16 septembre 1805 (29 fructidor an XIII) à Verrières (Ardennes), Alexandre de Surirey de Saint-Remy, propriétaire, maire de Verrières, né le 14 février 1781 à Mettet en Pays liégeois, fils de Pierre Louis (1733-1790), lieutenant-colonel, chevalier de l’ordre de Saint-Louis, et de Marie-Antoine de Cœur (1739-1803), les témoins des mariés sont Alexandre de Moy, Pierre Jean Finse, Joseph Antoine Giraud, général de brigade, oncle maternel par alliance de l’épouse, et Nicolas Jean Charles de Parisot, officier retraité, l’épouse signe Julie de Fougères. Veuf, il se remariera le 28 janvier 1816 à Marie-Louise de Colnet, et meurt le 2 février 1848 à Montcornet (Aisne), âgé de 67 ans.

## Publications
- Premier catéchisme chrétien, puisé dans la métaphisique, La Haye, chez Neaume, 1783, LXVIII & 536 p.
- Les lois du sage, par celui qui n'adore que lui, avec le catéchisme, Bouillon : Brasseur, 1783, in 8°
- Les Loix du sage, seconde partie, revue, corrigé et augmenté, suivi de L'Explication métaphisique de la nature, première partie, s.d., 93 p.
- L'homme réintégré dans le bon esprit, Bouillon : Brasseur, 1784, in 12°
- Dialogue entre Pierre Lenoir et Marie Leblanc, Bouillon : Brasseur, 1785, in 12°
- Réponse à la critique d'une lettre anonyme, La Haye : Neaume, 1784  & Bouillon : Foissy, 1786, in 12°, 190 p.
- Les phases de la nature, Bouillon : Brasseur, 1786, in 12°
- Catéchisme historique, Bouillon : Foissy, 1787, in 12°
- Coup d'œil de mes ouvrages bien clair, en voyant les trois conversations suivantes, Bouillon : Foissy, 1788, in 12°, pour la troisième édition
- Le chemin du Ciel par la fortune, Bouillon : Foissy, 1788, in 12°
- Le Réformateur de la patrie, 2e édition : 1788
- Remontrance d'un père à ses enfans, Bouillon : Foissy, vers 1789, in 12°, 32 pages [11]
- L'anti-nouveau philosophe, 1790, 69 p.
- Réflexion sur l'opinion de Mr. Hervier[12] (concernant la Constitution de 1791), 1791
- Réflexion sur la liberté, où trouver la vraie liberté, 1792
- L'Encloueure du canon du Vatican, par le vrai chrétien, éditeur non identifié, , s.d., 4 p.
- Réflexions sur les égaremens de la nouvelle philosophie, que la vraie liberté peut seule réprimer, éditeur non identifié, s.d., 18 p.
- Éducation des Ordres splendides, s.d.